# Бачинський Любомир Петрович
Бачинський Любомир Петрович (29 червня 1937, с. Золота Слобода, нині Тернопільського району Тернопільської області) — український архітектор. Член НСАУ (1976).
1972 закінчив Львівський політехнічний інститут.
Основні роботи:
- планування центрів сіл Яблунів (1967–1969), Нижбірок (1972–1976) і Котівка (1983) Гусятинського району Тернопільської області,
- Мужилів і Рогачин (1982, співавт.) Тернопільського району  Тернопільської області,
- молодіжний табір «Лісова пісня» в місті Борщів (1975–1980, співавт.),
- реконструкція церкви Пресвятої Богородиці в родинному селі (1989–1990).

Автор архітектурних частин меморіальних комплексів у селах Косів Чортківського (1981) та села Золота Слобода Тернопільського району  (1987).